# Puya ramosissima
Puya ramosissima är en gräsväxtart som beskrevs av Ined. Puya ramosissima ingår i släktet Puya och familjen Bromeliaceae. Inga underarter finns listade i Catalogue of Life.